# Periclimenaeus tchesunovi
Periclimenaeus tchesunovi är en kräftdjursart som beskrevs av Duris 1990. Periclimenaeus tchesunovi ingår i släktet Periclimenaeus och familjen Palaemonidae. Inga underarter finns listade i Catalogue of Life.